# Mofeta ratllada
La mofeta ratllada (Mephitis mephitis), és un mamífer de la família Mephitidae. Es troba a la majoria del continent nord-americà i el Nord de Mèxic, és un dels mamífers més coneguts al Canadà i als Estats Units d'Amèrica.

## Característiques

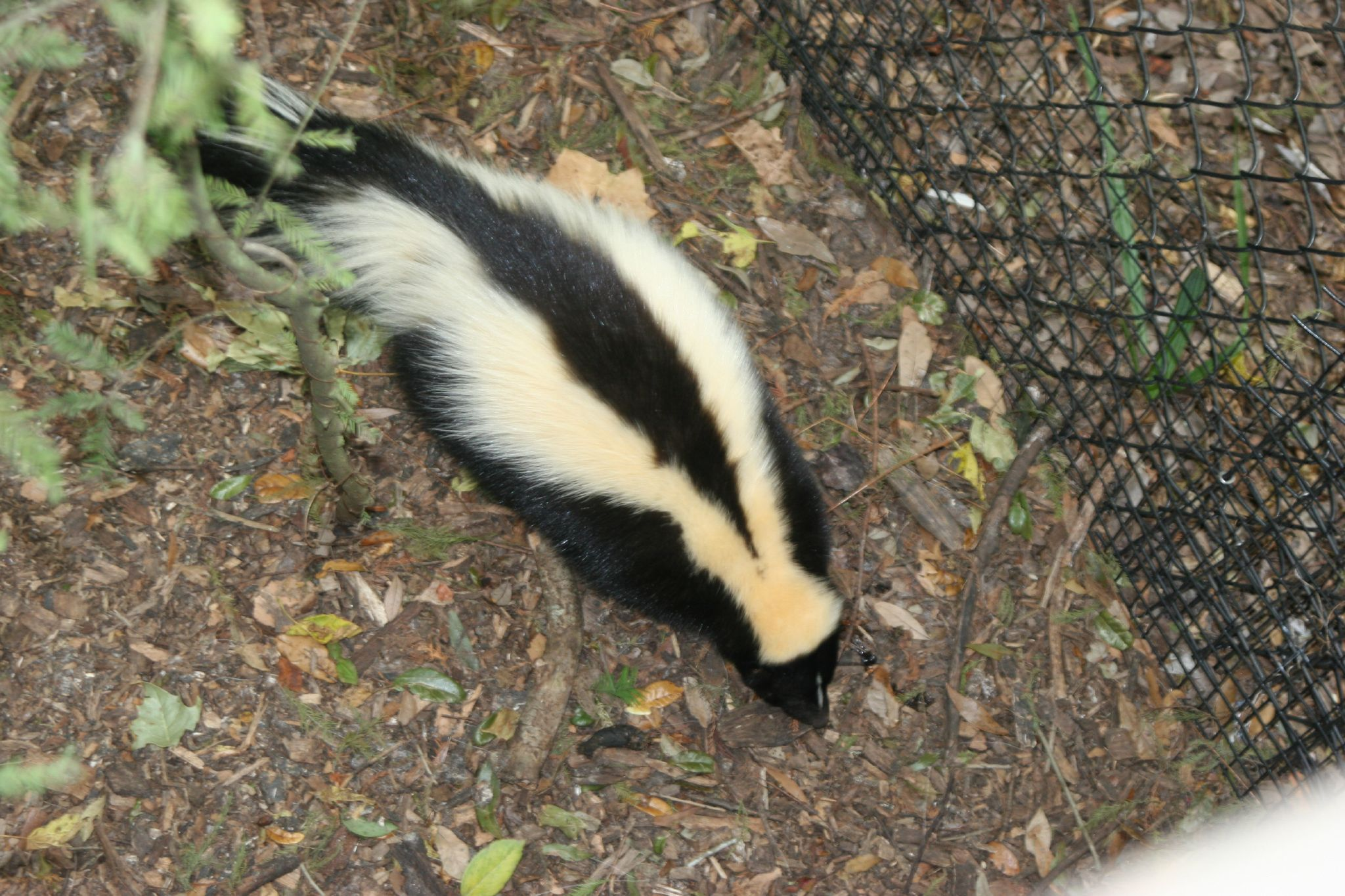
Les dues ratlles blanques característiques d'aquest animal, a cada banda del seu cos

La mofeta ratllada té un cos negre amb una ratlla blanca a cada costat del seu cos. La mida d'aquestes ratlles depèn de l'individu. Pesa d'1,2 a 6,3 kg amb una llargada del cos (sense comptar la cua) de 33 a 46 cm. La cua fa de 18 a 25 cm. Són nocturns i la seva longevitat és de 2 a 6 anys.
Les potes són curtes, i les ungles del davant són més llargues per a poder cavar millor.
La fórmula dental és 3/3 1/1 3/3 1/2.

## Galeria

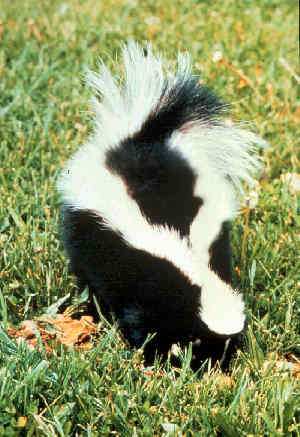
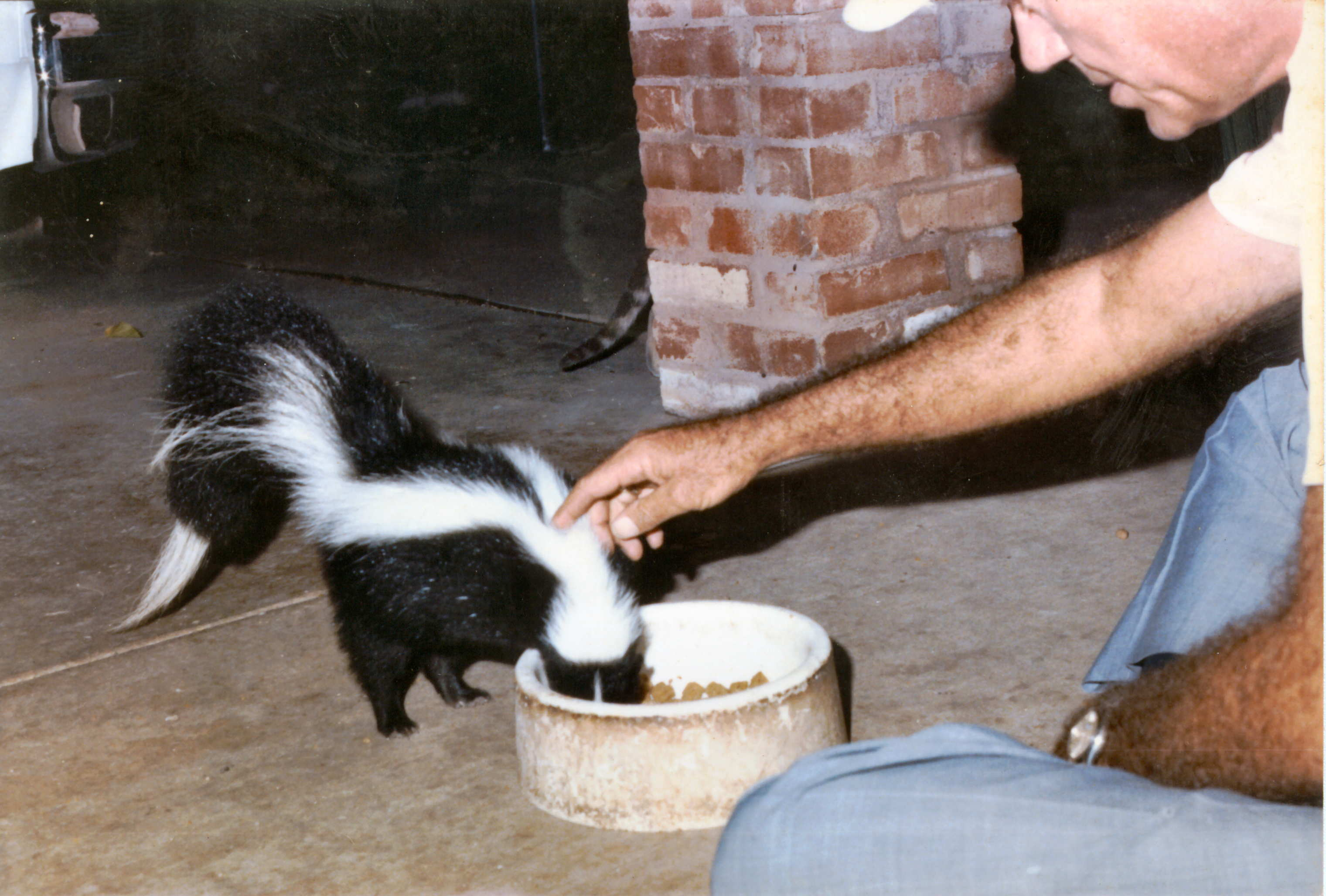
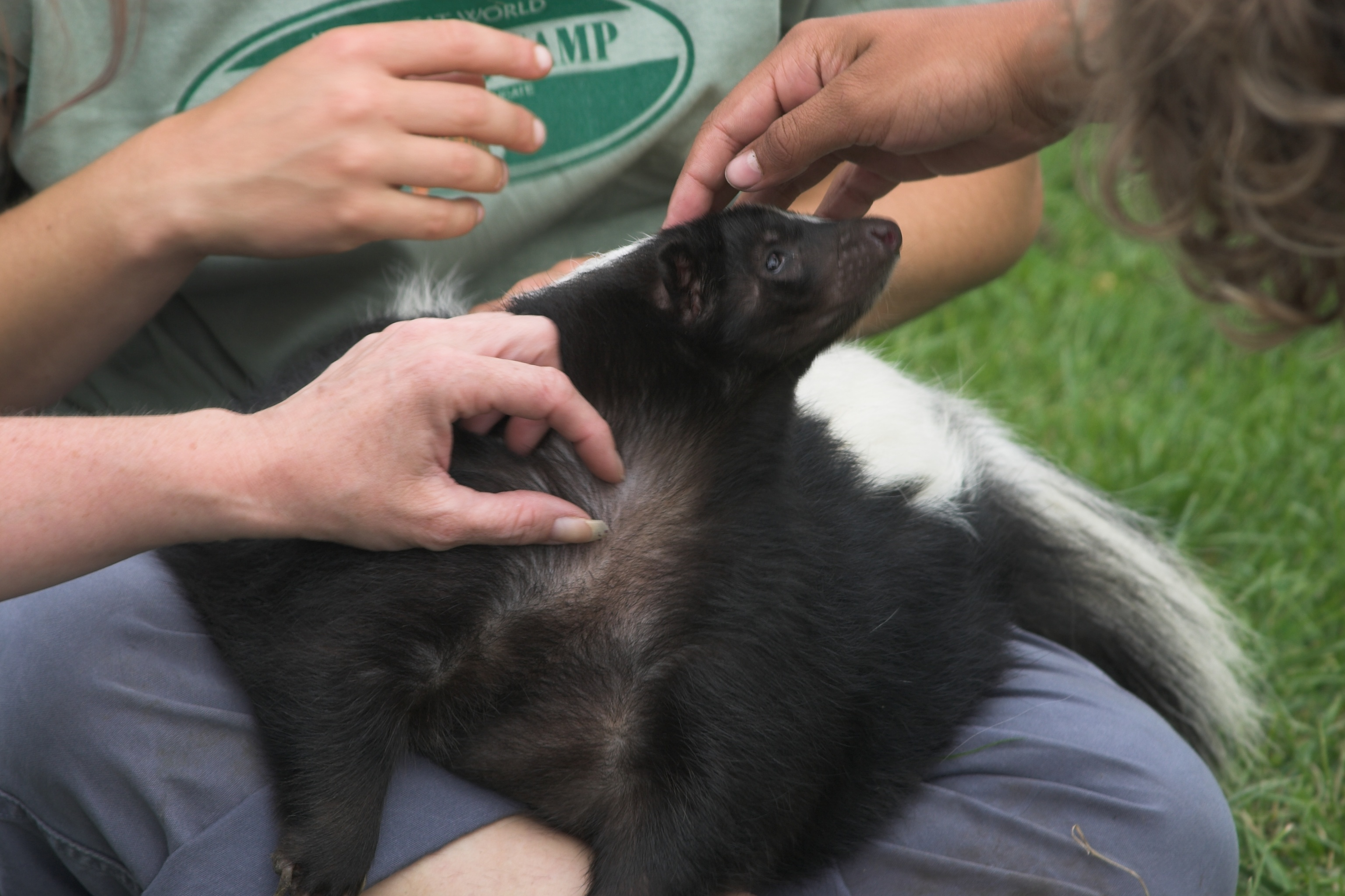